# 西藏银莲花
西藏银莲花（学名：Anemone tibetica）是毛茛科银莲花属的植物，是中国的特有植物。分布在中国大陆的西藏等地，生长于海拔3,100米的地区，多生长于山谷沟边，目前尚未由人工引种栽培。